# Мови частковогенераційні
Частковогенераційні мови — це мови, якими користується невелика група людей, як правило, старшого віку. Наприклад, водською мовою (належить до прибалтійсько-фінських) в Ленінградській області Росії у 80-ті роки XX ст. розмовляли 30—35 літніх людей. Мова леко (Болівія) має приблизно 20 носіїв, а мова камбап (Камерун) — приблизно 30.